# اتحاد مالطا لكرة القدم
تأسس اتحاد مالطا لكرة القدم في عام 1900م وانضم إلى الإتحاد الدولي لكرة القدم في 1959م وإنضم إلى الاتحاد الأوروبي لكرة القدم في 1960م.